# Kurt Hovelijnck
Kurt Hovelijnck (Eeklo, 2 de juny de 1981) és un ciclista belga, professional del 2004 al 2013.

## Palmarès
- 2003
  - 1r al Gran Premi Criquielion (Deux-Acren)
- 2004
  - 1r al Gran Premi Criquielion (Beyne-Heusay)